# Kwiatkowice (Łódź)
Kwiatkowice is een plaats in het Poolse district  Łaski, woiwodschap Łódź. De plaats maakt deel uit van de gemeente Wodzierady en telt 440 inwoners.